# 1980 وإنت طالع (مسرحية)
1980 وإنت طالع (مسرحية)، هي مسرحية شبابية سياسية مصرية تتناول كل مشاكل الشباب في المجتمع داخل إطار من الكوميديا السوداء، عرض على مسرح «الهوسابير»، ومن تأليف «محمود جمال» وإخراج «محمد جبر». ومدتها 180 دقيقة تقريبا.
العرض من إنتاج فريق مسرح تجارة عين شمس، وكان أول عرض للمسرحية في مهرجان الملتقى المصرى العراقى بمسرح الجمهورية في يناير 2012.

## ردود الفعل
نجحت فرقة «ستديو البروفة» صاحبة العمل في إحياء دور المسرح مرة أخرى، فالعرض استمر لمدة طويلة بشكل شبه يومي، وسط حضور جماهيري يقدر بالمئات يوميا، من مختلف الأعمار والفئات. تلقت المسريحة ردود فعل إيجابية بشكل واسع، وحققت نجاحا يذكر، حيث وصفها الناقد الفني معتمد عبد الغني بأنها «حالة وطاقة نور». ووصفها الإعلامي يسري فودة بأنها «صرخة جيل في معادلة صعبة تجمع الشجاعة والإبداع في نفس الوقت»، داعيًا الجميع لمشاهدة العرض. كما أشادت الفنانة التونسية درة والفنان صبري فواز والفنانة كندة علوش بالعرض، وذكر السيناريست تامر حبيب إنه شاهد العرض أكثر من 4 مرات مؤكذا أن من فاته العرض قد خسر كثيرا، كما أشادت الفنانة منى زكي، بجهود الممثلين وفريق عمل المسرحية، مؤكدة على سعاتها بالطاقة التي ينشرها الممثلون على خشبة المسرح. كما كان للرموز السياسية نصيبا كبيرا من الحضور، حيث حضر المرشح الرئاسي السابق حمدين صباحي، والناشط الحقوقي خالد علي، وأستاذة العلوم السياسية منى سيف، والنائب البرلماني السابق عمرو حمزاوي، وعضو مجلس الشعب السابق زياد العليمي، والناشطة السياسية إسراء عبد الفتاح، والسياسي ممدوح حمزة، وغيرهم. وقد أشادوا جميعهم بالعرض.

### الجوائز
حصد عرض «1980 وانت طالع» على العديد من الجوائز، أبرزها جائزة أفضل عرض مسرحي في ملتقى «الليلة مسرح» عام 2012، كما حصل مؤلفه على جائزة لجنة التحكيم الخاصة في نفس الملتقى، وجائزة جائزة لجنة التحكيم الخاصة في الدورة العاشرة لمهرجان فاس الدولي للمسرح الاحترافي عام 2015، وجائزة أفضل عرض مسرحي في المهرجان القومي للمسرح عام 2013، وجائزة أفضل نص للكاتب محمود جمال في نفس المهرجان، وجائزة أفضل مخرج في المهرجان القومي للمسرح للمخرج محمد جبر.

## فريق العمل
العرض من بطولة إيهاب صالح، وليد عبد الغني، مصطفى السحت، محمود جمال، مروة الصباحي، عاصم رمضان، محمود عبد العزيز، محمد خليفة، علي حميدة، محمد عتابي، حاتم صلاح، سالي سعيد، مي صلاح، خلود عبد العزيز، ومن تأليف محمود جمال، وسنوغرافيا وإخراج محمد جبر.